# Henning Wind

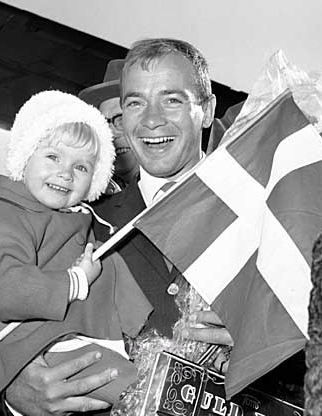
Henning Wind volta para casa das Olimpíadas de 1964.

Henning Wind (Copenhague, 19 de janeiro de 1937) é um velejador dinamarquês, medalhista olímpico e campeão mundial na classe finn.

## Carreira
Henning Wind foi medalhista olímpico de bronze e campeão mundial na classe finn.